# Ourea
Ourea, Ouros, Oros (gr. Ουρεα, Ουρος, Ορος, łac. Mons, Montanus, Numina Montanum) – w mitologii greckiej bogowie i uosobienia gór zaliczane do pierwotnej grupy bogów Protogenoi. Ourea byli synami Gai. Przedstawiano ich czasami jako brodatych starców wznoszących swoje skaliste szczyty.
Do Ourea należą: Etna, Athos, Helikon, Kithairon, Nysos, Olimp (bóg góry w Grecji), Olimp (bóg góry w Turcji), Oreios, Parnes oraz Tmolos.